# アーサー・B・ルビンスタイン
アーサー・ベンジャミン・ルビンスタイン（Arthur Benjamin Rubinstein、1938年3月31日 - 2018年4月23日）はアメリカ合衆国の作曲家。

## 参加作品
- ラスト・デシジョン
- シューティング・ウォー　トム・ハンクスが語る第２次世界大戦
- ルビーの指輪
- ニック・オブ・タイム
- ゲームの主役
- 張り込みプラス
- ダニエル・スティール／容疑者
- ハード・ウェイ
- トラップ・ゲーム
- ベイ・ウォッチ
- アガサ・クリスティ／殺しのブラウン・スーツ
- Ｎ.Ｙ.コネクション II／倒錯の殺人プレイ
- シークレット・ウエポン
- ナイトサバイバー
- 張り込み
- おしゃれ泥棒2
- ハイパーサピエンス
- ゴー！★ゴー！アメリカ／我ら放浪族
- タッチ・ダウン'９０
- Ｎ.Ｙ.コネクション／美女交換殺人の謎
- マーダー・イン・スペース
- スキャンダル・ゲーム
- 天使がくれたクリスマス
- ボスの罠
- 世紀の取り引き
- ウォー・ゲーム
- ブルーサンダー
- テリー・サバラスの フェイク・アウト
- フェニックス
- この生命誰のもの
- アメリカン・ガールズ～女のエアポート